# Buhrýn
Buhrýn (ucraniano: Бугри́н; polaco: Buhryń) es un municipio rural y pueblo de Ucrania, perteneciente al raión de Rivne de la óblast de Rivne.
En 2018, el municipio tenía una población de 4270 habitantes, de los cuales unos mil quinientos vivían en el propio pueblo y el resto repartidos en once pedanías. El municipio se fundó en 2015 mediante la fusión del hasta entonces consejo rural de Buhrýn (con sus pedanías Báshyne, Vilhir, Zarichne, Kolésnyky, Novostavtsi y Uhiltsi) con el vecino consejo rural de Posiahvá (con sus pedanías Myatyn, Oleksíyivka, Sérhiyivka y Yasné).
Se conoce la existencia del pueblo en documentos desde 1545. En su origen era un señorío dependiente de Lutsk, que se asignaba a nobles a cambio del mantenimiento del castillo de la ciudad. En el Imperio ruso fue sede de una vólost en el uyezd de Ostroh de la gobernación de Volinia. Siguió siendo capital municipal en la Segunda República Polaca, a la que perteneció entre 1921 y 1939. Hasta 2020 perteneció al raión de Hoshcha.
Se ubica a orillas del río Horýn, unos 20 km al sureste de Rivne.